# Eyeish
Els eyeish eren una tribu d'amerindis dels Estats Units de l'actual Texas oriental.

## Història
Els eyeish formaven part de la Confederació Caddo, encara que la seva relació amb altres tribus caddo era ambigua, i eren sovint hostils als hasinai. Històricament vivien a Eyeish Creek, situat entre els rius Neches i Sabine.
Els exploradors espanyols van trobar la tribu en 1542 i informaren de grans ramats de búfals a la zona. La tribu no estava en les millors condicions amb les tribus situades a l'oest del riu Trinity o al nord, prop del riu Red.
Els frares franciscans que viatjaren amb l'expedició de Domingo Ramón a través de Texas el 1716-1717 fundaren la Missió de Nuestra Señora de los Dolores de los Ais; tanmateix, Els eyeish no acceptaren en general els esforços dels missioners espanyols. Després de 50 anys, la missió només registrà onze bateigs, set enterraments i tres matrimonis.
Al segle xviii la tribu va contreure malalties europees com la verola i el xarampió dels exploradors francesos i espanyols a la regió. Les poblacions es van reduir, però es van recuperar, d'un mínim de 20 membres de les tribus registrades per John Sibley en 1805, a 160 famílies registrades en 1828. Llavors, vivien entre els rius Brazos i Colorado.
actualment estan registrats com a membres de la tribu reconeguda federalment Tribu Wichita i Afiliats i Nació Caddo a Territori Indi.

## Sinonímia
La tribu també és coneguda com a A'-ish, Aiaichi, Aliche, Aliches, Aiche, Ayays, Hais, Ays, o Ahijitos. El grup conegut com a Hauydix podria haver estat eyeish.
Tanmateix, no són considerats de la mateixa tribu que els aijados trobats per l'expedició de Mendoza de 1683-84, ni els mateixos que la tribu ais de Florida.

## Llengua
Encara que els eyeish eren clarament connectats políticament amb els caddos, no és clar quin idioma parlaven ni com aquest llenguatge es relacionava genealògicament amb altres llengües conegudes. L'explorador John Sibley va escriure que la llengua eyeish era un dels tres idiomes únics parlats pels eyeish, l'adai i yatasis i natchitoches i que l'eyeish no era parlat per cap altre grup: "[ell] es diferencia de tots els altres, i és tan difícil parlar o entendre, que cap nació pot parlar-ne deu paraules". En 1808 va recollir una llista de paraules per a Thomas Jefferson, però es va perdre quan un lladre li va robar els documents lingüístics de Jefferson, ja que estaven sent traslladats des de Washington DC a Monticello en el segon mandat de Jefferson. Sibley va informar també que els eyeish i adais eren bilingües amb el caddo, que va ser utilitzat com a llengua de contacte. No obstant això, d'acord amb l'informant de l'informe de Caddo Jake a John Reed Swanton, l'eyeish era mútuament intel·ligible amb l'adai. No hi ha proves suficients per relacionar de forma concloent l'adai amb les llengües caddo, l'única documentació és una llista de 275 paraules compilades per Sibley. Allan Taylor, Alexander Lesser i Gene Weltfish han especulat que l'adai pertanyia a la família de llengües caddo i possiblement era un dialecte del caddo.